# Društvo DIH
Društvo DIH – Enakopravni pod mavrico je slovenska nevladna organizacija, ki deluje od leta 2003 na področju LGBT pravic in pripravlja različne aktivnosti. 

## Način organiziranosti in področja dejavnosti
Društvo DIH je prostovoljno, samostojno, nepridobitno združenje fizičnih oseb, ki stremijo k uresničevanju ciljev na področjih: integracije in socializacije istospolne usmerjenosti, promocije in zaščite človekovih pravic, komuniciranja, publiciranja, političnih dejavnosti, druženja, športa, rekreacije, kulturnih dejavnosti, umetnosti, zabave, ustvarjalnosti in na področjih, ki so kako drugače povezana z istospolno usmerjenostjo. Društvo izvaja vsebine v sklopu projektov in dejavnosti društva.

## Aktivnosti in projekti
Aktivnosti obsegajo pogovorne skupine, delavnice, strokovno svetovanje, tabore, svetovanje glede HIV/aids preventive, publikacije, informiranje preko interneta, sodelovanje pri pripravi in izvedbi Parade ponosa, sodelovanje z drugimi nevladnimi organizacijami na regionalni, nacionalni in mednarodni ravni, ki delujejo na področju pravic LGBT, pomoč študentom pri pripravi seminarskih in diplomskih nalog, vključevanje prostovoljcev v delo, izobraževanje prostovoljcev, medijske kampanje in okrogle mize, družabne in športne aktivnosti.

### HIV preventiva
Program »Pamet v roke, kondom na glavo!« je namenjen HIV/aids preventivi za  moške, ki imajo spolne odnose z moškimi (MSM). Program promovira varno spolnost in brezplačno anonimno testiranje za HIV in ostale spolno prenoslive okužbe (SPO). Program izobražuje in usposablja prostovoljce in vzpostavlja odnos sodelovanja s strokovnjaki s področja primarne in sekundarne preventive HIV in SPO. S t. i. učinkom prelitja (»spill over effect«) senzibilizira in osvešča tudi širšo javnost. Del programa je tudi spletni blog Glavca.
Odziv na hiv je skupni projekt šestih partnerskih organizacij: Društva informacijski center Legebitra (nosilec projekta), Društva DIH – Enakopravni pod mavrico, Društva študentski kulturni center/sekcije Magnus, Univerze v Ljubljani – Inštituta za mikrobiologijo in imunologijo, Univerzitetnega kliničnega centra Ljubljana – Klinike za infekcijske bolezni in vročinska stanja in norveškega društva Helseutvalget for bedre homohelse. Projekt so izvajali od februarja 2015 do aprila 2016.
Projekt so zasnovali, saj je v Sloveniji večina okuženih s HIV moških, ki imajo spolne odnose z moškimi (MSM), njihovo število pa raste. Med zdravstvenimi delavci je premalo specifičnih znanj o HIV/MSM. Cilj projekta je zmanjšanje/preprečitev širjenja bolezni, povezanih z življenjskih slogom (HIV in ostale spolno prenosljive okužbe). S projektom bodo največ pridobili MSM (mladi, starejši, s podeželja) in strokovnjaki. Norveški partner je doprinesel pomembne izkušnje s HIV/MSM, ki so jih izmenjali na bilateralnih študijskih obiskih/simpoziju.
Društvo DIH je pri projektu sodelovalo predvsem na področju izvajanja in koordinacije preventivnih aktivnosti na terenu, kot pomembni in učinkoviti komplementarni dejavnosti celostnega programa HIV/SPO preventive. Z izvajanjem aktivnosti na mestih druženja z namenom spoznavanja, mestih srečevanja z namenom iskanja spolnih stikov in javnih mestih slučajnega srečevanja in dosega MSM populacije, so vzpostavili koordiniran nacionalni sistem dostopa do preventivnih in informacijskih materialov (kondomi, lubrikanti, širitev in stalnost ter stabilnost mreže). Z intervencijami na terenu so znotraj projekta vzpostavili promocijo uporabe kondoma kot najučinkovitejšega sredstva za preprečevanje širjenja okužbe z virusom HIV ter drugimi SPO. Hkrati so zagotavljali dejanski dostop do zaščite ter s tem pomagali zmanjšati možnost tveganega vedenja oz. možnost opustitve preventivnega vedenja pri spolnih odnosih med MSM. Društvo DIH je bilo v projekt vključeno tudi pri snovanju, izvedbi in distribuciji komunikacijskih pristopov in materialov, namenjenih senzibilizaciji MSM populacije ter vodenju in izvedbi raziskovalnega dela na terenu. Vključeno je bilo tudi v dejavnosti, povezane s pripravo in izvedbo različnih nivojev izobraževanj, preventivnega svetovanja o varni in odgovorni spolnosti ter vrstniškega in strokovnega svetovanja.